# Pintura ibérica

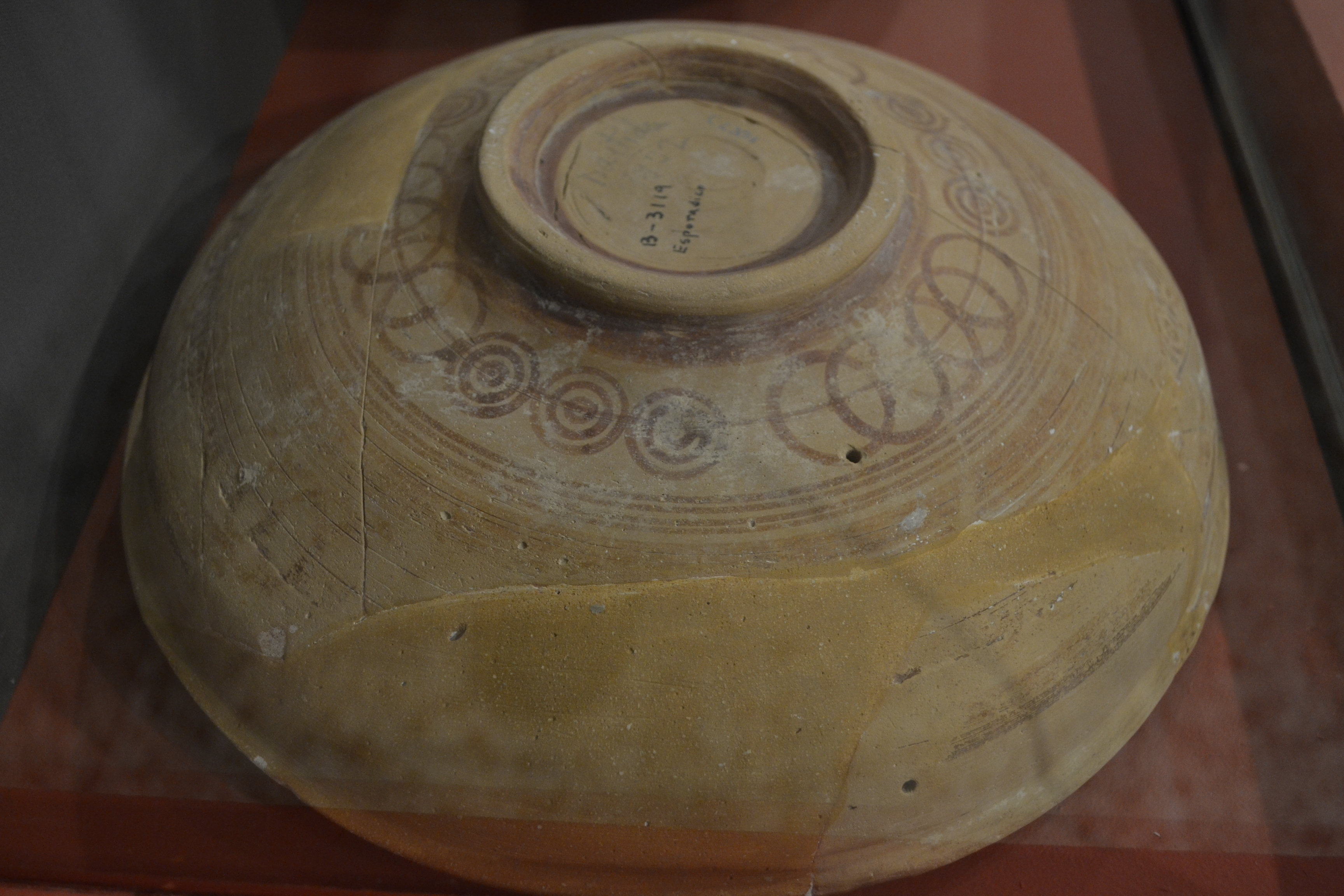

La pintura ibérica no reúne la perfección y el interés que ofrece la escultura del mismo nombre, pero tampoco deja de tener su importancia aun prescindiendo de que muchas interesantes pinturas de las llamadas prehistóricas pueden datar de las edades del bronce y del hierro y sean, por lo mismo, verdadera y propiamente obras de arte ibéricas. Fuera de ellas, la pintura ibérica se reduce a decoraciones de numerosas vasijas y de algún muro de cámaras sepulcrales. Su mayor antigüedad se atribuye al siglo VI a. C. como puede inferirse por comparación con los restos de cerámica griega con los cuales se halla, a veces confundida la ibérica y, sin duda, que ésta fue siguiendo a través de las civilizaciones púnica y romana llegando quizá hasta la invasión de los bárbaros. 

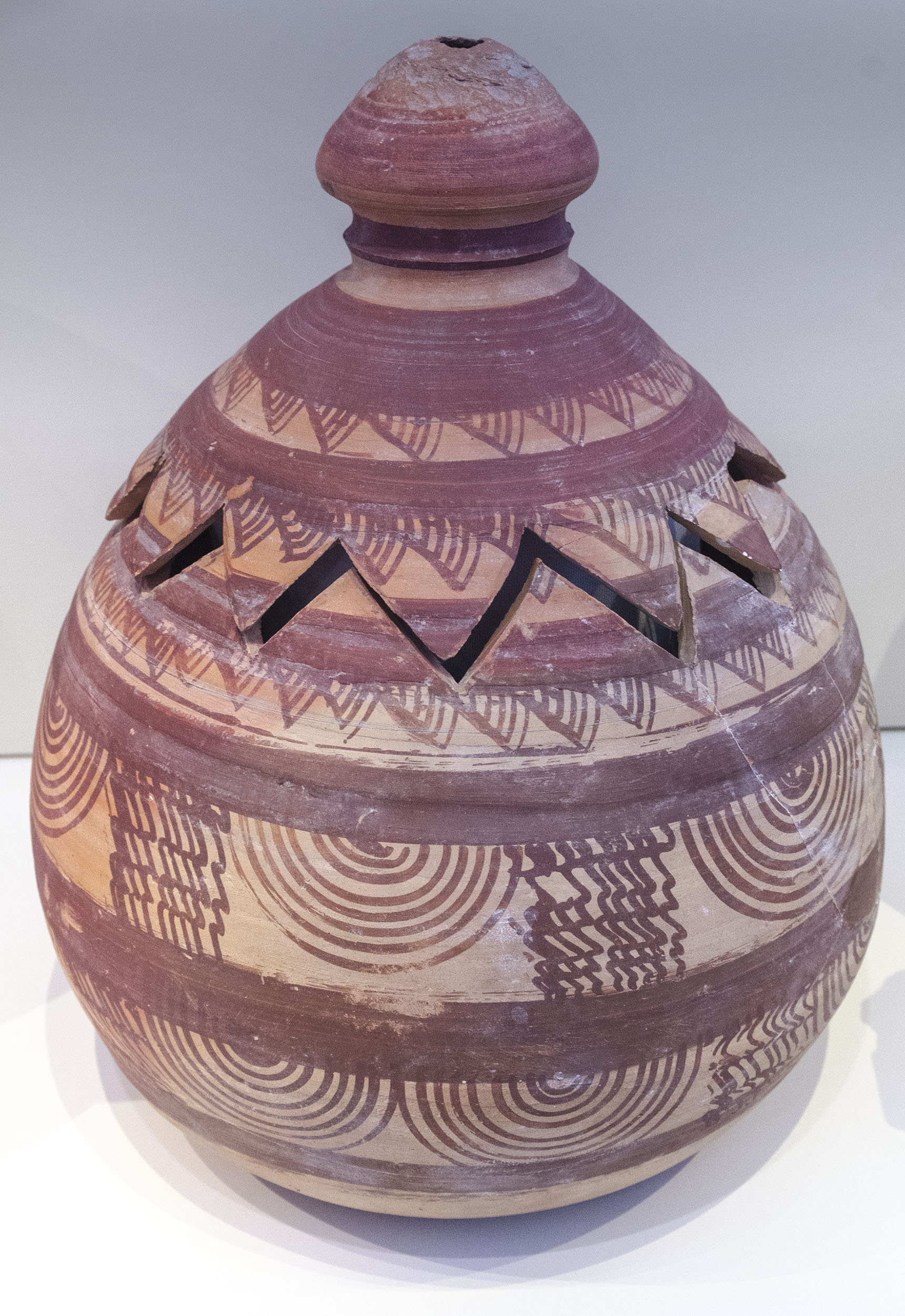
Urna cineraria de borde dentado. Necrópolis ibérica de Tútugi (finales siglo IV - siglo III a.C.). Museo Arqueológico Nacional.

La pintura de las vasijas ibéricas cuando la tienen suele ser de color rojo oscuro o negro sobre fondo amarillento o rojizo, presentándose a veces las decoraciones rojas (en Numancia, también blancas o anaranjadas) perfiladas en negro. Los dibujos que se observan en tales vasijas son de dos clases:
- decoraciones geométricas, ya rectilíneas (grecas, recuadros, la cruz esvástica), ya curvilíneas (róleos o espirales, circulillos, círculos y semicírculos concéntricos, postas)
- decoraciones figurativas (plantas, animales y, raras veces, la figura humana). Estas últimas se presentan ordinariamente en forma estilizada y geométrica pero no faltan las de carácter realista ni las fantásticas o monstruosas. En estas composiciones siempre breves o reducidas no se hallan rastros de perspectiva ni contrastes de claroscuro, ni detalles de perfección técnica en el dibujo; aunque se encuentran a veces algunas siluetas de animales bien delineadas y en actitudes muy movidas. Cuando estas figuras existen, se disponen casi siempre en zonas sobrepuestas u horizontales alrededor de la vasija, imitando de lejos los vasos corintios.

Las colecciones de vasijas ibéricas pintadas se hallan hoy en lo museos de Numancia (Soria), Zaragoza, Barcelona, y en el Museo del Louvre de París.
Entre los principales centros o depósitos de donde se han extraído las referidas piezas, se cuentan las ruinas de:
- Numancia
- Arcóbriga
- Cabezo de Alcalá (Azaila)

A ellas, hay que añadir las estaciones ibéricas de:
- Elche (Alicante)
- El Amarejo
- Meca
- Bonete (Albacete)
- Orihuela
- Marchena (Murcia)

De su estudio cabe inferir la existencia de un arte indígena verdaderamente original a la imitación parcial del griego y que, tal vez, conserva reminiscencias del miceniano, traídas por los fenicios (sobre todo, de Chipre y Rodas). 
En cuanto a las pinturas murales ibéricas se conservan apenas algunos restos que pueden estudiarse en las cámaras sepulcrales de los túmulos de Tútugui (hoy Galera, Granada) y en dos urnas cinerarias de piedra de allí extraídas que ostentan visible inspiración griega.